# Евфимия Померанская
Евфимия Померанская (дат. Eufemia af Pommern; 1285 — 26 июля 1330) — королева-консорт Дании, жена короля Дании Кристофера II.
Евфимия была дочерью князя Богуслава IV Померанского и его жены Маргариты Рюгенской. Она вышла замуж за Кристофера II в 1300 году. Брак был политическим союзом — Кристофер нуждался в поддержке домов её матери и отца. О королеве Евфимии известно немного.
У Евфимии было как минимум шестеро детей:
- Маргрете (1305—1340), замужем за Людвигом V, герцогом Баварии
- Эрик (1307—1331)
- Отто, герцог Лолланна и Эстонии (род. ок. 1310 — ум. после 1347)
- Агнес (ум. 1312), умерла в детстве
- Хельвиг (род. ок. 1315)
- Вальдемар IV, король Дании (1320–1375)

Она умерла 26 июля 1330 года и была похоронена в монастыре Сорё.